# Ismail Merchant
Ismail Merchant (Bombaim, 25 de dezembro de 1936 — Westminster, 25 de maio de 2005) foi um cineasta e produtor cinematográfico indiano.